# Zapallar
Zapallar é uma comuna da província de Petorca, localizada na Região de Valparaíso, Chile. Possui uma área de 288,0 km² e uma população de 5.659 habitantes (2002).